# Herman Knijtijzer
Herman Knijtijzer (Amsterdam, 6 juni 1914 - Amsterdam, 27 augustus 1994) was een Nederlands architect.
Met zijn een jaar oudere broer Johan werd hij als bouwkundige opgeleid aan de MTS in Amsterdam. Daarna werd hij technisch tekenaar en studeerde in de avonduren aan de Amsterdamse Academie van Bouwkunst, waar vooral de traditionalist Frits Eschauzier zijn leermeester was. Knijtijzer werkte vervolgens bij de antroposofische architect Jan van der Linden, voor hij een eigen bureau startte.
De architect Piet Blom begon tijdens zijn studie aan de Academie voor Bouwkunst (1956-1962) zijn loopbaan met een stage bij het bureau van Knijtijzer, hij vond de ontwerpen voor flatgebouwen daar te saai en koos zelf een andere richting.
Gebouwen ontworpen door Knijtijzer:
- Remonstrantse Kerk, Meppel, 1951
- Waalse Kerk, 's-Hertogenbosch, 1957
- Hervormde Kruiskerk, Klazienaveen, 1963
- "Knijtijzer-panden" (De Voerman), Amsterdam, 1960[1]
- Klooster 's Heerenhof, Babberich (Zevenaar), 1968 (afgebroken)

Gerestaureerd onder leiding van Knijtijzer:
- Hervormde kerk (De Ark), Stompetoren, 1955

- Bibliothèque nationale de France: cb150924260 (data)
- Biografisch Portaal: 68213321
- Gemeinsame Normdatei: 12340925X
- International Standard Name Identifier: 0000 0000 5229 0143
- Library of Congress Control Number: nr2001027305
- Nederlandse Thesaurus van Auteursnamen: 213595214
- RKD-Nederlands Instituut voor Kunstgeschiedenis: 259471
- Système universitaire de documentation: 234503394
- Virtual International Authority File: 8294732
- WorldCat: E39PBJtrRYYj9g6Rv3RCQyWJjC